# Jo Toennaer
Jo Toennaer (Maastricht, 16 december 1933 – 26 juli 2024) was een Nederlands voetballer die zijn gehele carrière, die twintig seizoenen duurde, voor MVV speelde.

## Levensloop
Jo Toennaer is de voetballer met de meeste dienstjaren uit de historie van MVV. Hij bleef zijn hele voetballeven in Maastricht en verbrak het record van Wim van Kerkoerle die achttien seizoenen (1930 tot 1948) voor de 'Sterrendragers' uitkwam. Toennaer speelde in die twintig jaar bijna 500 competitieduels. Alle oefen- en bekerduels meegerekend, komt het aantal waarschijnlijk boven de 700 uit. Hij degradeerde nooit met MVV. De club speelde in zijn actieve jaren altijd in de hoogste klasse.
Toennaer voelde zich sterk verbonden aan zijn stad. Dat weerhield hem ervan op aanbiedingen van andere Limburgse clubs, zoals van Fortuna '54, in te gaan. Buiten de voetballerij werkte hij in de glashandel van zijn vader. Dit bedrijf nam hij later over en het is nu in handen van zijn zoons.
Hij trouwde op 23 juli 1962 met Tiny Steine.

## Amateurjaren
Hij maakte als 18-jarige zijn debuut op 3 februari 1952 in de thuiswedstrijd tegen Feyenoord (2–3). In zijn tweede duel, thuis tegen RBC op 27 april 1952, eiste hij een hoofdrol op. Hij scoorde beide treffers in deze wedstrijd die in een 2–0 zege eindigde.
In zijn beginjaren was hij meestal de rechtsbuiten in de vijfmansvoorhoede. 

## Profvoetbal
Rond de invoering van het betaald voetbal in 1954 was het onrustig in het zuidelijke voetbalwereldje. Met Fortuna '54 en Rapid '54 verschenen twee Limburgse clubs op het toneel die deelnamen aan de 'wilde' competitie van de NBVB. 
Jo Toennaer bleef MVV trouw, maar drie Maastrichtse spelers kozen voor het profavontuur. Hub Bisschops ging naar Rapid '54 en Wim Dormans en André Ravestijn verkasten naar Fortuna '54.
Na de fusie tussen de twee voetbalbonden belandde ook MVV in november 1954 in het betaald voetbal. De allereerste profwedstrijd, op 28 november thuis tegen Go Ahead, leverde een 4–1 zege op. Na de 1–1 ruststand scoorde Toennaer na de pauze een zuivere hattrick.
Dat was nog in het oude Stadion De Boschpoort op de westoever van de Maas. Door de oprukkende industrie moest MVV deze plek na vijftig jaar verlaten. In 1961 volgde de verhuizing naar het nieuwe Stadion De Geusselt aan de overzijde van de Maas.
MVV groeide uit tot een vaste waarde in de Eredivisie. De rol van Toennaer veranderde. Nadat Fons van Wissen in 1958 was verkocht aan PSV verhuisde hij naar het middenveld en hij werd later ook aanvoerder. In zijn laatste jaren zakte hij nog een linie terug en werd centrale verdediger.

## Einde loopbaan
In het seizoen 1970/71 werd hij geplaagd door blessures. Hij wilde niet opgeven en was als 37-jarige, en oudste speler uit de Eredivisie, vast van plan nog een jaar door te gaan. Na een knieoperatie in mei 1971 besloot hij toch te stoppen. MVV organiseerde op 11 augustus 1971 een afscheidswedstrijd tegen het Belgische Sint-Truiden (0–1). Toennaer bleef daarna in allerlei functies, onder meer als scout, aan de club verbonden.

## Trivia
In maart 2021 verscheen het boek De memoires van Jo Toennaer van auteur Paul van Grinsven. De opbrengst kwam, volgens de wens van Toennaer, geheel ten goede aan de jeugdafdeling van MVV.
Toennaer overleed op 26 juli 2024 op 90-jarige leeftijd.

## Clubstatistieken
| Seizoen | Club   | Land      | Competitie                   | Competitie | Competitie | Beker | Beker | Internationaal | Internationaal | Overig | Overig | Totaal | Totaal |
| Seizoen | Club   | Land      | Competitie                   | Wed.       | Dlp.       | Wed.  | Dlp.  | Wed.           | Dlp.           | Wed.   | Dlp.   | Wed.   | Dlp.   |
| ------- | ------ | --------- | ---------------------------- | ---------- | ---------- | ----- | ----- | -------------- | -------------- | ------ | ------ | ------ | ------ |
| 1951/52 | MVV    | Nederland | Eerste klasse C              | 4          | 3          | –     | 0     | 0              | 0              | 0      | 0      | 4      | 3      |
| 1952/53 | MVV    | Nederland | Eerste klasse C              | 13         | 8          | –     | 0     | 0              | 0              | 0      | 0      | 13     | 8      |
| 1953/54 | MVV    | Nederland | Eerste klasse D              | 25         | 5          | –     | 0     | 0              | 0              | 0      | 0      | 25     | 5      |
| 1954/55 | MVV    | Nederland | Eerste klasse D (afgebroken) | 9          | 7          | –     | –     | 0              | 0              | 0      | 0      | 9      | 7      |
| 1954/55 | MVV    | Nederland | Eerste klasse A              | 26         | 7          | –     | –     | 0              | 0              | 0      | 0      | 26     | 7      |
| 1955/56 | MVV    | Nederland | Hoofdklasse B                | 19         | 7          | –     | –     | 0              | 0              | 0      | 0      | 19     | 7      |
| 1956/57 | MVV    | Nederland | Eredivisie                   | 27         | 4          | 2     | 0     | 0              | 0              | 0      | 0      | 29     | 4      |
| 1957/58 | MVV    | Nederland | Eredivisie                   | 32         | 12         | 6     | 1     | 0              | 0              | 0      | 0      | 38     | 13     |
| 1958/59 | MVV    | Nederland | Eredivisie                   | 34         | 2          | –     | 0     | 0              | 0              | 0      | 0      | 34     | 2      |
| 1959/60 | MVV    | Nederland | Eredivisie                   | 33         | 1          | –     | –     | 0              | 0              | 0      | 0      | 33     | 1      |
| 1960/61 | MVV    | Nederland | Eredivisie                   | 23         | 1          | 3     | 0     | 0              | 0              | 0      | 0      | 26     | 1      |
| 1961/62 | MVV    | Nederland | Eredivisie                   | 27         | 1          | 1     | 0     | 0              | 0              | 0      | 0      | 28     | 1      |
| 1962/63 | MVV    | Nederland | Eredivisie                   | 30         | 1          | 4     | 1     | 0              | 0              | 0      | 0      | 34     | 2      |
| 1963/64 | MVV    | Nederland | Eredivisie                   | 27         | 0          | 1     | 0     | 0              | 0              | 0      | 0      | 28     | 0      |
| 1964/65 | MVV    | Nederland | Eredivisie                   | 13         | 0          | –     | 0     | 0              | 0              | 0      | 0      | 13     | 0      |
| 1965/66 | MVV    | Nederland | Eredivisie                   | 30         | 0          | 4     | 0     | 0              | 0              | 0      | 0      | 34     | 0      |
| 1966/67 | MVV    | Nederland | Eredivisie                   | 30         | 0          | 1     | 0     | 0              | 0              | 0      | 0      | 31     | 0      |
| 1967/68 | MVV    | Nederland | Eredivisie                   | 29         | 0          | 4     | 0     | 0              | 0              | 0      | 0      | 33     | 0      |
| 1968/69 | MVV    | Nederland | Eredivisie                   | 16         | 1          | 1     | 0     | 0              | 0              | 0      | 0      | 17     | 1      |
| 1969/70 | MVV    | Nederland | Eredivisie                   | 23         | 1          | 2     | 0     | 0              | 0              | 0      | 0      | 25     | 1      |
| 1970/71 | MVV    | Nederland | Eredivisie                   | 12         | 0          | –     | 0     | 0              | 0              | 0      | 0      | 12     | 0      |
| Totaal  | Totaal | Totaal    | Totaal                       | 482        | 61         | 29    | 2     | 0              | 0              | 0      | 0      | 511    | 63     |